# Edgar Bainton
Edgar Leslie Bainton est un compositeur anglais né le 14 février 1880 à Hackney, Londres et mort le 8 décembre 1956 à Sydney (Australie).
Principalement connu pour sa musique religieuse et le motet And I saw a new heaven (« Et je vis un nouveau ciel »), il a néanmoins composé un grand nombre d'œuvres dont la majeure partie reste encore à découvrir.

## Œuvres

### Musique de Chambre
- Quintette pour piano et cordes, Op. 9 (1904)
- Quatuor à cordes Op. 26 (1911)
- Quatuor à cordes en la majeur (1919)
- Sonate pour alto et piano (1922)
- Sonate pour violoncelle et piano (1924)

### Chœur et Orchestre
- The Blessed Damozel (paroles de Dante Gabriel Rossetti), Op. 11 (avec mezzo-soprano et baryton solistes).
- Sunset at Sea, Op. 20 (paroles de Reginald Buckley), pour chœur et orchestre
- The Vindictive Staircase, Op. 29 (paroles de W. W. Gibson), une Humoresque pour chœur et orchestre
- A Song of Freedom and Joy (paroles de Edward Carpenter), Op. 24 pour chœur et orchestre
- The Tower (paroles de Robert Nichols), pour chœur et orchestre
- The Dancing Seal (paroles de W.W.Gibson), a Humoreske pour chœur et orchestre
- A Hymn to God the Father (paroles de John Donne), pour chœur et orchestre
- Mignon's Requiem (paroles de Goethe et Carlyle), pour voix d'enfants, chœur et orchestre
- The Transfiguration of Dante, Op. 18, pour solistes, chœur et orchestre
- To The Name above every name, (paroles de  Richard Crashaw), pour soprano, chœur et orchestre

### Musique sacrée
- And I Saw a New Heaven
- Fantasia on the plainsong melody Vexilla Regis
- Fiat Lux pour chœur à 4 voix S.A.T.B."
- Who can number the Sands of the Sea? pour "S.A.T.B."
- Open Thy Gates
- Christ in the Wilderness
- The Heavens Declare Thy Glory

### Musique vocale
- Two Songs pour baryton et orchestre, Op. 13 (paroles de Edward Carpenter)
- An English Idyll (paroles de Neville Cardus) pour baryton et orchestre
- Sweet Nightingale - chant populaire anglais, arrangé par Bainton
- Music for a Tragedy
- Music for film; 'Bush Policemen'
- Four Dances: Morris Dance, Minuet, Pavane, Valse, Op. 21
- Celtic Sketches: Sea-Sorrow, Sea Rapture, Pharais, Op.23

### Symphonies et œuvres orchestrales
- Symphonie nº 1 Before Sunrise pour Contralto Solo, chœur et orchestre
- Symphonie nº 2 en ré mineur
- Symphonie nº 3 en ut mineur
- Symphonie en si bémol A Phantasy of Life and Progress, Op. 5
- Symphonic Poem: Pomplia
- Symphonic Poem: Paracelsus' (d'après Browning), Op. 8
- Suite: The Golden River, Op. 16
- Overture-Phantasy: Prometheus, Op. 19
- Three Pieces for Orchestra; Elegy, Intermezzo and Humoresque.
- Concerto Fantasia pour piano et orchestre
- Pavane, Idyll and Bacchanal pour cordes
- Rhapsody: Epithalamion
- Eclogue for Orchestra